# Manoir de Blankensee
Le manoir de Blankensee (Herrenhaus Blankensee) est un petit château du XVIIIe siècle du Brandebourg situé à Blankensee (faisant partie de la municipalité de Trebbin) qui appartint à l'écrivain Hermann Sudermann (1857-1928).

## Histoire
Le manoir a été construit en 1740 (ou 1701 selon certaines sources) sur les fondements d'un ancien château fort du capitaine saxon Christian Wilhelm von Thümen. Le manoir est typique du baroque de la Marche du Brandebourg. Le corps de logis à deux étages avec son toit à comble brisé, présente du côté du parc une entrée élégante avec un escalier orné de sculptures de putti surmonté d'un balcon et d'un fronton à la grecque supporté par deux colonnes. Le manoir appartient aujourd'hui à la société des châteaux du Brandebourg et sert depuis le 31 décembre 2004 de maison d'hôtes et de congrès à l'académie des sciences de Berlin-Brandebourg. Une petite partie, réservée à un musée consacré à Hermann Sudermann, se visite et le parc est libre d'accès.
Hermann Sudermann achète le manoir en 1902 et fait dessiner le parc en s'inspirant des créations de Peter Joseph Lenné. Il y place des statues rapportées de ses voyages et des bancs de marbre, fait construire des petits ponts sur la rivière Nieplitz, un temple à l'antique et aménage un jardin à l'italienne, faisant de ce parc un lieu poétique fort réputé.
Même avant les arrangements de Sudermann, Theodor Fontane avait décrit ce parc idyllique dans ses Promenades de la Marche de Brandebourg (1862).

## Source
- (de) Cet article est partiellement ou en totalité issu de l’article de Wikipédia en allemand intitulé « Schloss Blankensee » (voir la liste des auteurs).